# Der Israelit
Der Israelit. Ein Centralorgan für das orthodoxe Judentum. Organ der Aguda, Frankfurt/M. war eine deutschsprachige jüdische Wochenzeitschrift, die vom 15. Mai 1860 bis zum Verbot durch die Nationalsozialisten Anfang November 1938 erschien.

## Geschichte
Der traditionell orientierte Israelit war als Gegenstück zur reformorientierten, liberalen Allgemeinen Zeitung des Judenthums (später „CV-Zeitung“) angelegt und wurde zum bedeutendsten publizistischen Organ des deutschen orthodoxen Judentums.
Begründet wurde die Zeitschrift von dem Mainzer Rabbiner und Schriftsteller Marcus Lehmann. 1870 fusionierte die Zeitschrift mit der Zeitschrift Jeschurun (Alte Folge, gegründet 1854). Ab 1871 erschien Der Israelit auch in einer hebräischen, 1873–1879 zusätzlich in einer jiddischen Parallelausgabe. Nach dem Tod des Begründers 1890 übernahm sein Sohn Oskar Lehmann (1858–1928) die Herausgeberschaft. Er verlegte den Erscheinungsort 1906 von Mainz nach Frankfurt am Main.
Im Laufe des Jahres 1933 berichtete der Israelit offen über das Vorgehen staatlicher oder nationalsozialistischer Behörden oder Organisationen gegen Juden. Dabei wurde sogar über deren Einlieferung in Konzentrationslager informiert, beispielsweise das KZ Osthofen. Diese Berichterstattung durfte allerdings mit keiner Kritik an den Maßnahmen der Nationalsozialisten verbunden sein.
Die letzte Ausgabe des Israeliten erschien am 3. November 1938, einige Tage vor den Novemberpogromen.